# جودي لونغ (لاعبة تنس الطاولة)
جودي لونغ (بالصينية: 龙珠) هي لاعبة تنس الطاولة صينية، ولدت في 15 يناير 1969 في بكين في الصين.

## وصلات خارجية
- جودي لونغ على موقع اللجنة الأولمبية الدولية (الإنجليزية)
- جودي لونغ على موقع أوليمبيديا (الإنجليزية)
- جودي لونغ على موقع اللجنة الأولمبية الكندية (الإنجليزية)